# Wilmer Rengifo Ruiz
Wilmer Edilberto Rengifo Ruiz es un ingeniero industrial y político peruano. Fue congresista de la república por el departamento de Lambayeque durante el periodo parlamentario 2001-2006.
Nació en Bambamarca, provincia de Hualgayoc, departamento de Cajamarca, Perú, el 2 de abril de 1972. Cursó sus estudios primarios y secundarios en la Gran Unidad Escolar San José de Chiclayo. Entre 1989 y 1993 cursó estudios superiores de ingeniería industrial en la Universidad de las Américas de Puebla en México.
Su primera participación política fue en las elecciones generales del 2001 cuando fue candidato de Perú Posible para congresista por Lambayeque obteniendo la elección siendo el congresista más joven de dicho periodo. Culminada su gestión participó en las elecciones regionales del 2006 como candidato de su partido para la presidencia regional de Lambayeque sin éxito, quedando en quinto lugar con sólo el 4.57% de los votos. En las Elecciones municipales de 2014 fue candidato fujimorista a la alcaldía del distrito de José Leonardo Ortiz.